# مارکو پینوتی
مارکو پینوتی (ایتالیایی: Marco Pinotti؛ زادهٔ ۲۵ فوریهٔ ۱۹۷۶) دوچرخه‌سوار اهل ایتالیا است.
وی در مسابقات کشوری و بین‌المللی در مجموع برندهٔ ۱ مدال نقره شده‌است.